# Darja Varfolomeev
Darja Varfolomeev, född 4 november 2006 i Barnaul, Ryssland, är en tysk gymnast, som tävlar i rytmisk gymnastik.

## Karriär
Varfolomeev började med gymnastik vid tre års ålder. Vid världsmästerskapen i rytmisk gymnastik 2022 tog hon guld i käglor och silver i boll, mångkamp och lag samt brons i tunnband. Vid världsmästerskapen i rytmisk gymnastik 2023 tog hon guld i band, boll, käglor, rep och tunnband samt silver i lagtävlingen.